# سام ديكر
سام ديكر (بالإنجليزية: Sam Dekker) مواليد 8 مايو 1994 في شيبويجان، هو لاعب كرة سلة محترف أمريكي بدأ مسيرته الاحترافية في سنة 2015 حيث تم اختياره من قبل فريق هيوستن روكتس خلال الدرافت، يلعب مع فريق هيوستن روكتس في الرابطة الوطنية لكرة السلة ويحمل الرقم 7. يبلغ طوله 6 قدم 9 بوصة (2.1 م).

## إحصائيات المسيرة

### الموسم الاعتيادي
| السنة   | الفريق       | لعب | بدأ | دقيقة | ميداني% | ثلاثية | حرة  | ارتداد | صنع | استلاب | تصدي | نقطة |
| ------- | ------------ | --- | --- | ----- | ------- | ------ | ---- | ------ | --- | ------ | ---- | ---- |
| 2015–16 | هيوستن روكتس | 3   | 0   | 2.0   | —       | —      | —    | .3     | .0  | .3     | .0   | .0   |
| المسيرة | المسيرة      | 3   | 0   | 2.0   | .000    | .000   | .000 | .3     | .0  | .3     | .0   | .0   |

## روابط خارجية
- سام ديكر على موقع الاتحاد الدولي لكرة السلة (الإنجليزية)
- سام ديكر على موقع إن بي أي (الإنجليزية)
- سام ديكر على موقع سبورتس رفرنس (الإنجليزية)
- سام ديكر على موقع كرة السلة الأوروبية.كوم (الإنجليزية)
- سام ديكر على موقع DraftExpress.com (الإنجليزية)
- سام ديكر على موقع إي إس بي إن.كوم (الإنجليزية)
- سام ديكر على موقع كلية كرة السلة في سبورتس رفرنس.كوم (الإنجليزية)
- سام ديكر على موقع ريلجم (الإنجليزية)
- سام ديكر على موقع بروبوليرز (الإنجليزية)
- سام ديكر على موقع سبورتس رفرنس (الإنجليزية)